# The Rutles
A The Rutles egy Eric Idle és Neil Innes által kitalált Beatles-paródiazenekar, mely az Idle által írt és rendezett 1978-as All You Need Is Cash című ál-dokumentumfilmben jelent meg. A film zenéje bakelitlemezen (1978), majd CD-n is megjelent (1990). 1996-ban Archaeology címmel jelentek meg új dalok.

## A tagok
- Neil Innes – ének, gitár, billentyűsök
- Ricky Fataar – ének, gitár, dobok
- John Halsey – ének, dobok
- Ollie Halsall – ének, gitár (ő az Archaeology-n már nem szerepel)

A Beatles-számok stílusában írt dalok zenéjét és szövegét Neil Innes írta.

## All You Need Is Cash
A filmben a zenekar tagjainak fiktív tagjai:
- Ron Nasty (John Lennon karaktere) – Neil Innes;
- Dirk McQuickly (Paul McCartney karaktere) – Eric Idle;
- Stig O'Hara (George Harrison karaktere) – Ricky Fataar;
- Barry Wom (Ringo Starr karaktere) – John Halsey;

A tv-filmben egy kép erejéig jelenik meg Stuart Sutcliffe karakterében Ollie Halsall.
A zenekar és később a film ötlete Eric Idle BBC-s sorozatán alapult: Rutland Weekend Television (1975), ahol már megjelent Neil Innes a Rutles-szel, az I Must Be In Love című dallal.
A film áldokumentarista stílusban készült, a Rutles zenekar sorsát követi végig, a Beatles sorsát követve. A Monty Python-t idéző jelenetekben végigkövethetjük a Rutles történetét a hamburgi évektől kezdve önjelölt féllábú menedzserük, Leggy Mountbatten felbukkanásán keresztül a Rutle-mánia kirobbanásáig, a filmekig (A Hard Day's Rut; Ouch!; Tragical History Tour), a Rutles tagjainak teafüggéséig, a Rutle Corp. szétlopásáig, egészen a végső Let It Rot albumig, természetesen a Beatles-életművet idéző Innes-dalokkal a középpontban.
A filmben megjelenik a zenekar tagjain túl többek közt Michael Palin a Monty Pythonból és az exbeatle George Harrison is.
A filmet írta Eric Idle, rendezte Eric Idle és Gary Weis.

## Az albumok
The Rutles (Soundtrack) (CD, Warner, 1990; eredetileg megjelent LP-n, kevesebb számmal: 1978)
1. Goose-Step Mama
2. Number One
3. Baby Let Me Be
4. Hold My Hand
5. Blue Suede Schubert
6. I Must Be In Love
7. With A Girl Like You
8. Between Us
9. Living In Hope
10. Ouch!
11. It's Looking Good
12. Doubleback Alley
13. Good Times Roll
14. Nevertheless
15. Love Life
16. Piggy In The Middle
17. Another Day
18. Cheese And Onions
19. Get Up And Go
20. Let's Be Natural

Szöveg és zene: Neil Innes.
The Rutles Archaeology (CD, EMI, 1996) 
1. Major Happy's Up-And-Coming Once Upon A Good Time Band
2. Rendezvous
3. Questionnaire
4. We've Arrived! (And To Prove It We're Here)
5. Lonely-Phobia
6. Unfinished Words
7. Hey Mister!
8. Easy Listening
9. Now She's Left You
10. The Knicker Elastic King
11. I Love You
12. Eine Kleine Middle Klasse Musik
13. Joe Public
14. Shangri-La
15. Don't Know Why
16. Back In '64

Szöveg és zene: Neil Innes.